# Цубаме (Ніїґата)

37°40′12″ пн. ш. 138°55′21″ сх. д. / 37.67000° пн. ш. 138.92250° сх. д.
Цубаме́ (яп. 燕市, つばめし, МФА: [t͡su̥bame ɕi̥]) — місто в Японії, в префектурі Ніїґата.

## Короткі відомості
Розташоване в центральній частині префектури, на березі річка Сінано, на території рівнини Етіґо. Виникло на основі сільських поселень раннього нового часу. Отримало статус міста 31 березня 1954 року. Основою економіки є машинобудування, виробництво електротоварів, металургія. Традиційне ремесло — виробництво металевого посуду. Станом на 1 квітня 2009 площа міста становила 110,94 км². Станом на 1 червня 2011 населення міста становило 81 565 осіб.